# Shonda Rhimes
Shonda Lynn Rhimes  (født 13. januar 1970)  er en amerikansk tv-producer, manuskriptforfatter og forfatter. Hun er bedst kendt som showrunner - skaberen, hovedforfatteren og executive producer - af det medicinske tv-drama Greys Hvide Verden, dens spin-off Private Practice og den politiske thrillerserie Scandal, samt Netflix' serie fra 2019, Bridgerton. Rhimes har også fungeret som executive producer på ABC tv-serierne Off the Map, How to Get Away with Murder, The Catch og Greys Hvide Verdens anden spin-off Station 19. 
I 2007 blev Rhimes kåret som en af Time Magazines 100 People Who Help Shape The World.  I 2015 udgav hun sin første bog, en memoir, Year of Yes: How to Dance It Out, Stand in the Sun, and Be Your Own Person. I 2017 udtalte Netflix, at streamingtjenesten havde indgået en flerårig udviklingsaftale med Rhimes, hvor alle hendes fremtidige produktioner bliver Netflix Original-serier.  Netflix havde allerede købt streamingrettighederne til tidligere afsnit af Greys Hvide Verden og Scandal. 

## Opvækst
Rhimes blev født i Chicago, Illinois, som den yngste af seks børn af Vera P. (født Cain), en universitetsprofessor, og Ilee Rhimes, Jr., en universitetsadministrator.   Hendes mor gik på college, mens hun opfostrede de seks børn og fik en ph.d. i uddannelsesadministration i 1991. Hendes far, der har en MBA, var informationschef (CIO) ved University of Southern California, frem til sin pension i 2013. 
Rhimes opvoksede i Park Forest South (nu University Park, Illinois). Hun har sagt, at hun udviste en tidlig forkærlighed til historiefortælling.  Mens hun gik i high school, arbejde hun som frivillig på et hospital, hvilket var inspiration til hendes interesse for hospitalsmiljøer. 
Rhimes gik på Marian Catholic High School i Chicago Heights, Illinois. Senere på Dartmouth College havde hun engelsk og filmstudier som hovedfag og fik sin bachelorgrad i 1991.   I Dartmouth var hun medlem af Black Underground Theatre Association. Hun brugte sin tid på at instruere og optræde i elevproduktioner og ellers skrive fiktion. 
Hun skrev også for collegets avis.  Efter college flyttede hun til San Francisco med en ældre søskende og fik arbejde i reklamebranchen hos McCann Erickson.  Efterfølgende flyttede hun til Los Angeles for at gå på University of Southern California og studere manuskriptforfatterskab.  Som topelev i universitetsklassen, modtog Rhimes "Gary Rosenberg Writing Fellowship".  Med hjælp fra legatet, læste hun en master i "Cinematic Arts" på universitet.
Under sin tid på USC blev Rhimes ansat som praktikant af Debra Martin Chase. Rhimes tillægger, til dels, hendes tidlige succes til mentorer som Chase, en fremtrædende afroamerikansk producer. Hun arbejdede også ved Denzel Washingtons firma, Mundy Lane Entertainment.  Chase fungerede som mentor for Rhimes, især på samarbejdet til filmen Princesse eller ej 2 (2004).
I 2014 holdt Rhimes en afslutningstalen ved årets dimission på hendes alma mater, Dartmouth College, hvor hun modtog et æresdoktorat. 

## Karriere

### Den spirende karriere: 1995–2004
Efter dimission blev Rhimes en arbejdsløs manuskriptforfatter i Hollywood.  For at få enderne til at nå sammen, havde Rhimes på en række forskellige dagjob, herunder som kontoradministrator og derefter rådgiver på et jobcenter, som underviste psykisk syge og folk med ustabile hjem i jobkompetencer. I denne periode arbejdede Rhimes også som researchleder på dokumentaren, Hank Aaron: Chasing the Dream (1995), der vandt en Peabody Award i 1995.   I 1998 lavede Rhimes en kortfilm, Blossoms and Veils, med Jada Pinkett-Smith og Jeffrey Wright i hovedrollerne, kortfilmen er hendes hidtil eneste gang som filminstruktør.  New Line Cinema købte et spillefilmsmanuskript af hende. Rhimes modtog en bestilling om at medforfatte HBO-filmen Introducing Dorothy Dandridge (1999). Filmen gav sin stjerne, Halle Berry, adskillige priser.  
I 2001 skrev Rhimes Crossroads, popsangerinden Britney Spears' debutfilm.  Selvom filmen blev haglet ned af anmelderne, indtjente filmen mere end $60 millioner på verdensplan.  
Rhimes fortsatte herefter med at skrive Disneys efterfølger til den populære film, Princesse eller ej (2001). Selvom Princesse eller ej 2 (2004) ikke tjente så godt i box office, sagde Rhimes senere, at hun værdsatte oplevelsen, om ikke andet så muligheden for at arbejde med filmens stjerne, Julie Andrews.  I 2003 skrev Rhimes sin første tv-pilot for ABC om unge kvindelige krigskorrespondenter, men netværket afviste det.  

### Greys Hvide Verden,Private Practice,Scandalog andre projekter med ABC
Rhimes er skaberen og i øjeblikket executive producer og hovedforfatter af Greys Hvide Verden. Serien blev sendt som en midtsæsonsudskiftning den 27. marts 2005. Serien fortæller historierne om kirurgerne på det fiktive Seattle Grace Hospital (senere kaldet Gray Sloan Memorial Hospital) i Seattle, Washington. Serien har et cast med Ellen Pompeo, som titelfiguren Meredith Grey, som er hovedpersonen i de fleste af seriens afsnit. 
I 2007 skabte og producerede Rhimes Greys Hvide Verden spin-off-serien Private Practice, der havde premiere 26. september 2007 på ABC. Showet handler om Dr. Addison Montgomerys liv (Kate Walsh), efter hun forlader Seattle Grace Hospital for at flytte til Los Angeles for at have en lægepraksis. Serien bød også på et cast bestående af Tim Daly, Amy Brenneman, Audra McDonald og Taye Diggs. Den første sæson blev forkortet på grund af en forfatterstrejke; den har ni afsnit. I maj 2012 bestilte ABC endnu en sæson af Private Practice til tv-sæson 2012-13 med 13 afsnit. Seriefinalen blev sendt 22. januar 2013. 
I 2010 skrev Rhimes en ny pilot til ABC kaldet Inside the Box, et kvindecentreret drama, der udspiller i et nyhedsbureau i Washington, DC. Hovedpersonen skulle være Catherine, en ambitiøs kvindelig nyhedsproducer, der sammen med sine kolleger forfølger "historierne" for enhver pris, mens de jonglerer med deres personlige modstandere og samvittighedskriser.  Ideen blev ikke købt af netværket. 
I 2011 fungerede Rhimes som executive producer for det medicinske drama, Off the Map, som blev skabt af Greys Hvide Verden-forfatteren, Jenna Bans. Dramaet handler om en gruppe læger, der arbejder på en klinik i midt i Amazonas' jungle.  Serien blev officielt aflyst af ABC den 13. maj 2011. 
I maj 2011 tog ABC Rhimes' pilotmanuskript Scandal til videre produktion. Kerry Washington spiller rollen som Olivia Pope, ekspert i politisk krisestyring. Karakteren er delvist baseret på den tidligere Bush-administrations pressemanager Judy Smith.   Seriepremieren blev sendt den 5. april 2012. 
I 2012 skrev Rhimes på en pilot til et periodiske drama, Gilded Lilys, men piloten blev ikke ført til videre produktion. 
I december 2013 bestilte ABC en pilot til en Rhimes' nye tv-serie, How to Get Away with Murder.  Skuespillerinden Viola Davis sluttede sig til rollelisten som hovedpersonen i februar 2014.  Den blev officielt ført til videre produktion den 8. maj 2014.
I marts 2016 havde ABC premiere på The Catch, et komediedrama ført an af Rhimes, baseret på en tilpasning af den britiske forfatter Kate Atkinson. Heri medvirkede Mireille Enos og Peter Krause.  Senere samme måned blev Scandal, How to Get Away with Murder og Greys Hvide Verden forlænget med deres henholdsvis deres sjette, tredje og 13. sæson. Året efter blev det annonceret, at Scandal ville slutte efter den kommende syvende sæson, mens The Catch blev aflyst efter den anden. 

### Netflix-aftale
Den 14. august 2017 meddelte Netflix, at selskabet havde indgået en eksklusiv flerårig udviklingsaftale med Rhimes, hvor alle hendes fremtidige produktioner vil være Netflix Original-serier. Tjenesten havde allerede købt de amerikanske streamingrettigheder til tidligere afsnit af Greys Hvide Verden og Scandal. Chef for indholdet på streamingtjenesten Ted Sarandos beskrev Rhimes som værende en "ægte Netflixer i hjertet", da "hun elsker tv og film, hun bekymrer sig lidenskabeligt om sit arbejde, og hun leverer virkelig til sit publikum". 

Om aftalen har Rhimes udtalt:
[Sarandos] forstod, hvad jeg ledte efter - muligheden for at opbygge et spritnyt historiefortællingssted for forfattere med den unikke kreative frihed og øjeblikkelige globale rækkevidde, som Netflix' enestående følelse af innovation kan give. Shondalands fremtid hos Netflix har fået ubegrænsede muligheder. 
Aftalen blev anset for at være et kup for Netflix på grund af Rhimes' fremtrædende rolle på ABC; det blev også anset for at være en modsætning til indsatsen fra Disney, ABCs moderselskab, for at reducere tilgængeligheden af deres indhold på Netflix til fordel for deres egne planlagte streamingtjeneste, Disney+. 
Fra oktober 2020 arbejdede Rhimes på mere end 12 projekter for Netflix, herunder periodedramaet Bridgerton. 

## Shondaland
Shondaland er navnet på Rhimes produktionsselskab.  Shondaland og dets logo refererer også til de shows, Rhimes har produceret  samt til Rhimes selv. Serier som er del af Shondaland er:
- Greys Hvide Verden (2005–nu)
- Private Practice (2007–2013)
- Off the Map (2011)
- Scandal (2012–2018)
- How to Get Away with Murder (2014–2020)
- The Catch (2016–2017)
- Still Star-Crossed (2017)
- For the People (2018–2019)
- Station 19 (2018–nu)
- Bridgerton (2020–nu)

## Privatliv
Rhimes har aldrig været i et officielt forhold. Livet uden partner er selvvalgt af Rhimes, der har udtalt, at selv i seriøse forhold har hun aldrig haft lysten til en ægtemand, kun til en kæreste. Om presset fra hendes omgivelser om at finde en livslang partner, har Rhimes sagt; "Vi er alle så sporet ind på, at det er det vi skal, at det føltes som om der var noget i vejen med mig." Ved at have et ønske om kun en kæreste har Rhimes givet sig selv frihed: "Der er intet pres, hvis du ikke søger efter det.”
Rhimes adopterede i juni 2002 datteren Harper og godt ti år senere i februar 2012, endnu en datter, Emerson. I september 2013 bød Rhimes sin tredje datter, Beckett, velkommen ved hjælp fra en rugemor. 
I september 2015 afslørede Rhimes, at hun havde tabt sig 53 kilo gennem træning og kostomlægning.  

### Aktivisme
I april 2017 blev Rhimes medlem af den nationale bestyrelse for den amerikanske sundhedsorganisation "Planned Parenthood". 
Rhimes har, sammen med sine ledere af Rhimes' eget ABC Thursday line-up shows, Ellen Pompeo fra Greys Hvide Verden, Kerry Washington fra Scandal og Viola Davis fra How to Get Away with Murder, optrådt i en kampagne ved det amerikanske præsidentvalg i 2016 for kandidaten Hillary Clinton, hvor seriernes hovedpersoner sammenlignes. I videoen fortæller kvinderne, at figurerne Olivia Pope, Annalise Keating og Meredith Grey er "fantastiske" og "komplekse" kvinder, som kæmper for retfærdighed og som giver stemmer til de, der ingen stemme har. Rhimes, Davis, Pompeo og Washington skiftes til at hylde præsidentkandidaten og slutter af med: "Vores karakterer er på tv: den virkelige verden har Hillary Clinton." Clinton svarede på videoen med et tweet, "Sikke dog et power lineup. Tak for at være med på holdet!"
I 2019 sluttede Shonda Rhimes sig til organisationen "When We All Vote" som medformand.  Organisationen blev grundlagt for at komme det forestående regeringsvalget i 2020 i forkøbet.

## Filmografi
| År           | Titel                          | Krediteret som | Krediteret som | Krediteret som | Krediteret som |
| År           | Titel                          | Skaber         | Instruktør     | Forfatter      | Producer       |
| ------------ | ------------------------------ | -------------- | -------------- | -------------- | -------------- |
| 1995         | Hank Aaron: Chasing the Dream  | Nej            | Ja             | Nej            | Nej            |
| 1998         | Blossoms and Veils             | Nej            | Ja             | Ja             | Nej            |
| 1999         | Introducing Dorothy Dandridge  | Nej            | Nej            | Ja             | Nej            |
| 2002         | Crossroads                     | Nej            | Nej            | Ja             | Nej            |
| 2004         | Princesse eller ej 2           | Nej            | Nej            | Ja             | Nej            |
| 2005–present | Greys Hvide Verden             | Ja             | Nej            | Ja             | Ja             |
| 2007–2013    | Private Practice               | Ja             | Nej            | Ja             | Ja             |
| 2009         | Inside the Box                 | Nej            | Nej            | Nej            | Ja             |
| 2009         | Seattle Grace: On Call         | Ja             | Nej            | Nej            | Ja             |
| 2009         | Seattle Grace: Message of Hope | Ja             | Nej            | Nej            | Ja             |
| 2011         | Off the Map                    | Nej            | Nej            | Nej            | Ja             |
| 2012         | Gilded Lilys                   | Nej            | Nej            | Nej            | Ja             |
| 2012–2018    | Scandal                        | Ja             | Nej            | Ja             | Ja             |
| 2014–2020    | How to Get Away with Murder    | Nej            | Nej            | Nej            | Ja             |
| 2016–2017    | The Catch                      | Nej            | Nej            | Nej            | Ja             |
| 2017         | Still Star-Crossed             | Nej            | Nej            | Nej            | Ja             |
| 2018–2019    | For the People                 | Nej            | Nej            | Nej            | Ja             |
| 2018–present | Station 19                     | Nej            | Nej            | Nej            | Ja             |
| 2020–present | Bridgerton                     | Nej            | Nej            | Nej            | Ja             |
| TBA          | Notes on Love                  | TBA            | TBA            | Ja             | Ja             |
| TBA          | Inventing Anna                 | Ja             | TBA            | Ja             | Ja             |

### Essays og skrifter
- "Scoop Dreams". Work for Hire. The New Yorker. 92 (32): 64. 10. oktober 2016.[49]

## Priser og nomineringer
Shonda Rhimes har vundet en Golden Globe og blev nomineret til tre Emmy Awards. Hun har også vundet priser fra Writer's Guild of America, Producer's Guild of America og Director's Guild of America. Nedenfor er en mere komplet liste.

### Banff Television Festival
| År   | Kategori               | Nomineret arbejde | Resultat  | Ref.   |
| ---- | ---------------------- | ----------------- | --------- | ------ |
| 2011 | Best Continuing Series | Grey's Anatomy    | Nomineret | [ 50 ] |

### Black Reel Award
| År   | Kategori                             | Nomineret arbejde                        | Resultat  | Ref.   |
| ---- | ------------------------------------ | ---------------------------------------- | --------- | ------ |
| 2005 | Best Screenplay, Adapted or Original | The Princess Diaries 2: Royal Engagement | Nomineret | [ 50 ] |

### Directors Guild of America Award
| År   | Kategori            | Nomineret arbejde | Resultat | Ref.   |
| ---- | ------------------- | ----------------- | -------- | ------ |
| 2014 | DGA Diversity Award | Shonda Rhimes     | Vundet   | [ 50 ] |

### GLAAD Media Awards
| År   | Kategori          | Nomineret arbejde | Resultat | Ref.   |
| ---- | ----------------- | ----------------- | -------- | ------ |
| 2012 | Golden Gate Award | Shonda Rhimes     | Vundet   | [ 50 ] |

### Primetime Emmy Award
| År   | Kategori                               | Nomineret arbejde | Resultat  | Ref.   |
| ---- | -------------------------------------- | ----------------- | --------- | ------ |
| 2006 | Outstanding Drama Series               | Grey's Anatomy    | Nomineret | [ 50 ] |
| 2006 | Outstanding Writing for a Drama Series | Grey's Anatomy    | Nomineret | [ 50 ] |
| 2007 | Outstanding Drama Series               | Grey's Anatomy    | Nomineret | [ 50 ] |
| 2021 | Outstanding Drama Series               | Bridgerton        | Pending   |        |

### NAACP Image Award
| År   | Kategori                 | Nomineret arbejde | Resultat  | Ref.   |
| ---- | ------------------------ | ----------------- | --------- | ------ |
| 2006 | Outstanding Drama Series | Grey's Anatomy    | Vundet    | [ 50 ] |
| 2007 | Outstanding Drama Series | Grey's Anatomy    | Vundet    | [ 50 ] |
| 2008 | Outstanding Drama Series | Grey's Anatomy    | Vundet    | [ 50 ] |
| 2009 | Outstanding Drama Series | Grey's Anatomy    | Vundet    | [ 50 ] |
| 2010 | Outstanding Drama Series | Grey's Anatomy    | Nomineret | [ 50 ] |
| 2011 | Outstanding Drama Series | Grey's Anatomy    | Vundet    | [ 50 ] |
| 2013 | Outstanding Drama Series | Grey's Anatomy    | Nomineret | [ 50 ] |
| 2013 | Outstanding Drama Series | Scandal           | Nomineret | [ 50 ] |
| 2015 | Entertainer of the Year  | Shonda Rhimes     | Nomineret | [ 50 ] |
| 2016 | Entertainer of the Year  | Shonda Rhimes     | Nomineret | [ 50 ] |

### Producers Guild of America Awards
| År   | Kategori                  | Nomineret arbejde | Resultat  | Ref.   |
| ---- | ------------------------- | ----------------- | --------- | ------ |
| 2005 | Television Series - Drama | Grey's Anatomy    | Nomineret | [ 50 ] |
| 2006 | Television Series - Drama | Grey's Anatomy    | Vundet    | [ 50 ] |
| 2007 | Television Series - Drama | Grey's Anatomy    | Nomineret | [ 50 ] |
| 2021 | Television Series - Drama | Bridgerton        | Nomineret |        |

### Writers Guild of America Award
| År   | Kategori                                | Nomineret arbejde | Resultat  | Ref.   |
| ---- | --------------------------------------- | ----------------- | --------- | ------ |
| 2005 | New Series                              | Grey's Anatomy    | Vundet    | [ 50 ] |
| 2005 | Dramatic Series                         | Grey's Anatomy    | Nomineret | [ 50 ] |
| 2006 | Dramatic Series                         | Grey's Anatomy    | Nomineret | [ 50 ] |
| 2015 | Laurel Award for TV Writing Achievement | Shonda Rhimes     | Vundet    | [ 50 ] |